# Tachina lateromaculata
Tachina lateromaculata är en tvåvingeart som beskrevs av Chao 1962. Tachina lateromaculata ingår i släktet Tachina och familjen parasitflugor. Inga underarter finns listade i Catalogue of Life.